# Nannobrachium achirus
Nannobrachium achirus är en fiskart som först beskrevs av Anatoly Petrovich Andriashev 1962.  Nannobrachium achirus ingår i släktet Nannobrachium och familjen prickfiskar. Inga underarter finns listade i Catalogue of Life.